# Luc Ferrari
Luc Ferrari (ur. 5 lutego 1929 w Paryżu, zm. 22 sierpnia 2005 w Arezzo) – francuski kompozytor.

## Życiorys
W latach 1946–1948 studiował w konserwatorium w Wersalu. Następnie od 1948 do 1950 roku kształcił się w École normale de musique de Paris u Alfreda Cortota (fortepian) i Arthura Honeggera (kompozycja). Pobierał także lekcje u Edgara Varèse’a (1952) i Oliviera Messiaena (1953–1954). W 1958 roku dołączył do założonej przez Pierre’a Schaeffera Groupe de Recherches Musicales, w latach 1959–1960 i 1961–1963 pełnił funkcję jej kierownika. Od 1964 do 1966 roku był wykładowcą Rheinische Musikhochschule w Kolonii. Gościnnie wykładał w Akademie für Film und Fernsehen w Berlinie Zachodnim (1967) i McGill University w Montrealu (1969). 
Współpracował z telewizją francuską, w latach 1964–1966 wspólnie z Gérardem Patrisem prowadził dwa cykle audycji poświęconych muzyce współczesnej. Zrealizował filmy dokumentalne o O. Messiaenie, K. Stockhausenie, H. Scherchenie, C. Taylorze i M. Kagelu w ramach cyklu telewizyjnego „Les grandes répétitions”. Nakręcił też reportaż polityczny Algérie 76 na taśmę i diapozytywy.

## Twórczość
Wraz z Pierre’em Schaefferem był twórcą muzyki konkretnej, nagrywanej bezpośrednio na taśmę. Interesował się zagadnieniami muzyki eksperymentalnej, starał się łączyć zasady serializmu z dynamiczną formą i wyrazistą linią przewodnią przebiegu czasowego, zachowując przy muzyce tworzonej na taśmę cechy indywidualnego stylu. Oprócz muzyki elektroakustycznej i instrumentalnej tworzył dzieła łączące w sobie różne formy, takie jak spektakle audiowizualne, reportaże dźwiękowe i filmy.

## Wybrane kompozycje
(na podstawie materiałów źródłowych)
- Antisonate na fortepian (1953)
- Kwartet fortepianowy (1954)
- Visage II na instrumenty dęte blaszane i perkusję (1956)
- Visage III na głos recytujący i zespół kameralny (1958)
- Visage IV – Profils na 10 instrumentów (1957–1958)
- muzyka konkretna Visage V (1958–1959)
- muzyka konkretna Tête et queue du dragon (1959–1960)
- muzyka elektroniczna Tautologos I (1961)
- Flasches na 14 instrumentów (1963)
- Hétérozygote na taśmę (1964)
- Symphonie inachevée na orkiestrę (1966)
- Und so weiter na fortepian elektroniczny i taśmę (1966)
- Société II na 4 solistów i 16 instrumentów (1967)
- Société III, film w reżyserii kompozytora i muzyka z taśmy (1967)
- Société IV na orkiestrę (1967)
- Interrupteur na 9 instrumentów (1967)
- Tautologos II na dowolny zespół instrumentalny (1967)
- Société V na 6 perkusistów, aktora i publiczność (1969)
- akcja Société VI na publiczność solo (1969)
- Music Promenade na 4 magnetofony (1969)
- utwór multimedialny Allo, ici la terre na diapozytywy, taśmy i instrumenty (1971)
- Allo, ici la terre II na różne instrumenty i głosy (1974)
- Cellule 75 na fortepian, perkusję i taśmę (1975)
- Enrée na 15 instrumentów (1979)
- Histoire du plaisir et de la désolation na orkiestrę (1981)
- Sexolidad na 15 instrumentów, recytatora i taśmę (1983)
- En tournement d’amour na orkiestrę (1986)
- Madame de Shanghai na 3 flety i dźwięki przetworzone cyfrowo (1996)
- Après presque rien na 14 instrumentów i 2 samplery (2004)